# Danish Siddiqui
Danish Siddiqui (Nueva Delhi, 19 de mayo de 1980-Spin Buldak, Kandahar, 15 de julio de 2021) fue un fotoperiodista indio. Recibió el Premio Pulitzer en 2018 como parte del equipo de fotografía de Reuters. Fue asesinado mientras cubría un enfrentamiento entre las fuerzas de seguridad afganas y los talibanes cerca de un cruce fronterizo con Pakistán.

## Primeros años
Danish hizo sus estudios en el P. Angel School en el sur de Delhi. Se graduó con una licenciatura en Economía de Jamia Millia Islamia, Delhi. Continuó para obtener un título en Comunicación de Masas del Centro de Investigación de Comunicación de Masas AJK en Jamia en 2007.

## Carrera profesional
Siddiqui inició su carrera como corresponsal de noticias televisivas. Se pasó al fotoperiodismo y se unió a la agencia de noticias internacional Reuters como pasante en 2010. Desde entonces, Siddiqui había cubierto la batalla de Mosul de 2016-2017, el terremoto de abril de 2015 en Nepal, la crisis de refugiados derivada del genocidio rohinyá, las protestas de Hong Kong de 2019-2020, los disturbios de Delhi de 2020 y la pandemia de COVID-19, entre otras historias en el sur de Asia, Oriente Medio y Europa. En 2018, se convirtió en el primer indio junto con su colega Adnan Abidi en ganar el Premio Pulitzer de Fotografía de Largometraje como parte del personal de Fotografía de Reuters por documentar la Crisis de los Refugiados Rohingya. Una fotografía que capturó durante los disturbios de Delhi de 2020 fue presentada como una de las fotografías definitorias de 2020 por Reuters. Solía dirigir el equipo de Reuters Pictures en India.

## Fallecimiento
Siddiqui fue asesinado junto a un alto oficial afgano mientras cubría los enfrentamientos entre las tropas afganas y los terroristas talibanes en Spin Buldak, Afganistán, el 15 de julio de 2021.